# Резолюция 32 на Съвета за сигурност на ООН
Резолюция 32 на Съвета за сигурност на ООН е приета на 26 август 1947 г. по повод Индонезийската национална революция. Резолюцията осъжда продължаващото насилие в Индонезия и напомня на правителствата на Индонезийската република и Нидерландия постановленията на Резолюция 27 за прекратяването на огъня и мирното разрешване на конфликта, и ги приканва да се придържат към предписанията на Съвета за сигурност от 1 август 1947 г.
Резолюция 32 е приета с мнозинство от 10 гласа, като един от членовете на Съвета за сигурност – Великобритания – гласува въздържал се.